# Ludo De Keulenaer
Ludo De Keulenaer (Kapellen, 16 januari 1960) is een voormalig Belgisch wielrenner. Hij was prof van 1982 tot en met 1992 en gold als een belangrijk knecht.
Als amateur won De Keulenaer onder meer de Ronde van Namen en de Ronde van Brabant. In 1981 tekende hij, op 21-jarige leeftijd, een contract bij TI Raleigh, de ploeg van Peter Post. Bij Post groeide De Keulenaer uit tot een van de voornaamste knechten van met name Eric Vanderaerden, Phil Anderson en Eddy Planckaert. Zelf schreef hij twee profkoersen op zijn naam: in 1986 de GP Wielerrevue en in 1987 de Schaal Sels.
In 1988 verhuisde De Keulenaar naar de ploeg van Cees Priem; in 1990 volgde de overstap naar de ploeg van Jan Raas. De Keulenaer werd daar in 1992 ontslagen toen hij na de E3 Harelbeke werd betrapt op een poging tot fraude bij de dopingcontrole. Het was meteen het eind van zijn professionele wielerloopbaan.

## Belangrijkste overwinningen
1986
- GP Wielerrevue

1987
- Schaal Sels

## Resultaten in voornaamste wedstrijden
| Jaar | Ronde van Italië | Ronde van Frankrijk | Ronde van Spanje |
| ---- | ---------------- | ------------------- | ---------------- |
| 1982 |                  | 61e                 |                  |
| 1983 |                  | 73e                 |                  |
| 1984 |                  | 92e                 |                  |
| 1985 |                  | 126e                |                  |
| 1986 | 129e             |                     |                  |
| 1987 |                  |                     |                  |
| 1988 |                  |                     |                  |
| 1990 |                  |                     |                  |
| 1991 |                  |                     |                  |
| 1992 |                  |                     |                  |

| Jaar | Milaan-San Remo | Gent-Wevelgem | Ronde van Vlaanderen | Parijs-Roubaix | Amstel Gold Race | Luik-Bast.‑Luik | Parijs-Tours | Brabantse Pijl |
| ---- | --------------- | ------------- | -------------------- | -------------- | ---------------- | --------------- | ------------ | -------------- |
| 1982 |                 |               |                      |                |                  | 15e             |              |                |
| 1983 |                 |               |                      |                |                  | 43e             | 20e          | 10e            |
| 1984 |                 |               | 6e                   |                |                  |                 | 38e          |                |
| 1985 |                 | 41e           | 17e                  |                |                  |                 |              |                |
| 1986 |                 |               |                      | 32e            |                  |                 | 77e          |                |
| 1987 | 97e             | 44e           | 32e                  |                |                  |                 |              |                |
| 1988 |                 | 79e           |                      | 36e            |                  |                 | 73e          |                |
| 1990 |                 | 61e           | 71e                  |                | 90e              |                 |              |                |
| 1991 | 72e             | 121e          | 37e                  |                |                  |                 |              |                |
| 1992 | 153e            |               |                      |                |                  |                 |              |                |